# Wacholderheide Kihlenberg
Wacholderheide Kihlenberg este o arie protejată (arie specială de conservare — SAC, sit de importanță comunitară — SCI) din Germania întinsă pe o suprafață de 4,47 ha, integral pe uscat.

## Localizare
Centrul sitului Wacholderheide Kihlenberg este situat la coordonatele 51°02′32″N 7°56′44″E / 51.0422°N 7.9456°E.

## Înființare
Situl Wacholderheide Kihlenberg a fost declarat sit de importanță comunitară în martie 2001 pentru a proteja un număr necunoscut de specii din flora spontană și fauna sălbatică aflate în arealul zonei. Situl a fost protejat și ca arie specială de conservare în aprilie 2004.

## Biodiversitate
Situată în ecoregiunea continentală, aria protejată conține 1 habitat natural: Formațiuni de Juniperus communis pe lande sau pajiști calcaroase.
La baza desemnării sitului se află un număr nedeclarat de specii protejate.